# Luonnotar (Sinfonische Dichtung)
Luonnotar ist eine Sinfonische Dichtung von Jean Sibelius mit der Opuszahl 70 aus dem Jahr 1910. Sie wurde aber erst 1913 beim Gloucester Three Choirs Festival aufgeführt. Die Spieldauer beträgt etwas über neun Minuten.
Hier greift Sibelius wieder auf die finnische Nationaldichtung Kalevala von Elias Lönnrot zurück, wie schon bei zahlreichen anderen Werken. Diesmal fügt er dem Werk eine weibliche Sopranstimme bei, die erzählt, wie die Welt erschaffen wurde. Im Gedicht heißt es: „Es war eine Maid, die Tochter des Himmels, die schöne Luonnotar.“ Sie ist schwanger, aber sie kann das Kind nicht gebären, und deswegen ruft sie Ukko an, den Gott des Weltalls, der einen Wirbelsturm schickt, aus dem ein Vogel zu ihr kommt und ein Ei in ihren Schoß legt. Dieses Ei verbreitet ein mächtiges Feuer in ihr. Als es zerspringt, bildet die obere Schalenhälfte die Himmelskuppel, der Dotter die Sonne, das Eiweiß den Mond und die Splitter die Sterne.
Das Sopransolo ist episch und expressiv zugleich, die Orchesterfarben sind sehr fein gewebt. Der Sopran-Part gilt als sehr anspruchsvoll, nicht zuletzt wegen des großen Tonumfangs (b bis ces'''). Bei der Uraufführung und der finnischen Erstaufführung sang jeweils die Widmungsträgerin Aino Ackté.